# 5e cérémonie des prix Génie
La 5e cérémonie des Prix Génie s'est déroulé le 21 mars 1984 au théâtre Royal Alexandra pour récompenser les films sortis en 1983. La soirée était animée par Louis Del Grande.

## Palmarès
Le vainqueur de chaque catégorie est indiqué en gras

### Meilleur film
- The Terry Fox Story, Robert M. Cooper
  - A Christmas Story, Bob Clark et René Dupont
  - Lucien Brouillard, René Gueissaz et Marc Daigle
  - Maria Chapdelaine, Murray Shostak et Robert Baylis
  - The Wars, Robin Phillips

### Meilleur acteur
- Eric Fryer, The Terry Fox Story
  - Guy L'Ecuyer, Au clair de la lune
  - Alan Scarfe, Deserters
  - Pierre Curzi, Lucien Brouillard
  - Nick Mancuso, Maria Chapdelaine

### Meilleur acteur dans un second rôle
- Michael Zelniker, The Terry Fox Story
  - Pierre Curzi, Maria Chapdelaine
  - Kenneth Welsh, Tell Me That You Love Me
  - Leslie Carlson, Vidéodrome
  - Peter Dvorský, Vidéodrome

### Meilleur court métrage théâtral
- Ted Baryluk's Grocery (en), Michael J. F. Scott (en) and Wolf Koenig (en)
  - Brushstrokes, Sylvie Fefer
  - Snow, Stephen Zoller and Tibor Takács